# استرایک کروزر
استریک کروزر (به انگلیسی: Strike cruiser) یک کشتی است که طول آن 709 feet 7 inches (216.3 m) می‌باشد.